# Убийца из Дейтона-Бич
Роберт Тайрон Хейз (англ. Daytona Beach killer) — серийный убийца из Дейтона-Бич, который убил 4 женщин в период с 2005 по 2007 годы. Возможно, причастен к убийствам ещё 3 женщин, совершённым с 2015—2016 годах. Убийства были связаны между собой только после обнаружения третьей жертвы. Хейз был арестован в 2019 году.

## Жертвы
Первой известной жертвой стала 45-летняя Лакетта Мэй Гюнтер, которая была найдена в переулке 26 декабря 2005 года. Она была убита выстрелом в затылок. На месте происшествия была обнаружена ДНК. Лакетта пропала за два дня до этого, в канун Рождества, когда она планировала ужин со своей подругой Стейси Диттмер. Известно, что Гюнтер работала проституткой и была матерью двух детей. 
Следующей жертвой неизвестного на тот момент убийцы оказалась 34-летняя Джули Грин, чьё тело было найдено 14 января 2006 года. Как и Гюнтер, Грин была проституткой и также застрелена в затылок. Следов ДНК обнаружено не было, но были найдены следы протекторов шин, принадлежащие, предположительно, автомобилю Ford Taurus или Mercury Sable. 
Чуть больше месяца спустя, 24 февраля 2006 года, полиция обнаружила тело 35-летней Иваны Паттон на грунтовой дороге. Её убили выстрелом, но не в затылок, и, возможно, она боролась со своим убийцей. Была обнаружена ДНК, а также гильза, которая позволила полиции идентифицировать марку и модель использованного пистолета (Smith & Wesson Sigma серии VE 40-го калибра). Баллистическая экспертиза найденных пуль и найденная ДНК совпали.
Власти получили анонимный телефонный звонок с описанием местонахождения тела Паттон, но звонивший в конечном итоге был опознан и допрошен и не является подозреваемым в убийствах. Считается, что все три женщины работали секс-работницами в районе Дейтона-Бич. Полиция полагает, что жертвы добровольно сопровождали своего убийцу, возможно, садились к нему в машину, и впоследствии были убиты и сброшены в том же районе Дейтона-Бич. Убийца не пытался спрятать тела.
Последней жертвой убийцы стала 30-летняя Стейси Шарлин Гейдж, чьи останки были найдены 2 января 2008 года. Её смерть наступила в результате выстрела в голову. Полиция полагает, что она была убита 11 декабря 2007 года, когда вышла из своего дома, который делила со своей бабушкой, чтобы купить пакет со льдом. В отличие от Гюнтер, Грин и Паттон, Гейдж не была проституткой, но имела судимость за наркотики. Фургон, за рулем которого Гейдж была в ту ночь, когда она исчезла, позже был обнаружен на парковке жилого комплекса.

## Расследование
На местах преступлений были взяты образцы ДНК одного и того же мужчины, чьи образцы отсутствует в базах данных полиции и ФБР. По мнению полиции, убийцей является женатый белый мужчина старше 30. Генетическая экспертиза обнаружила совпадение с ДНК 37-летнего Роберта Хейза (который был темнокожим мужчиной). 16 сентября 2019 года его арестовали по обвинению в убийстве 4 девушек, совершённых в период с 2015 по 2016 годы. Также Хейз остаётся главным подозреваемым в убийстве ещё 3 девушек. По предположениям следователей, он совершил своё первое убийство в 2005, а затем в течение 11 лет мог оставаться безнаказанным. Если вина Роберта Хейза будет доказана, ему грозит смертная казнь. В 2022 году верховный суд штата Флорида признал Роберта Тайрона Хейза виновным в серии убийств и приговорил его к пожизненным срокам без права на досрочное освобождение.